# Zymba

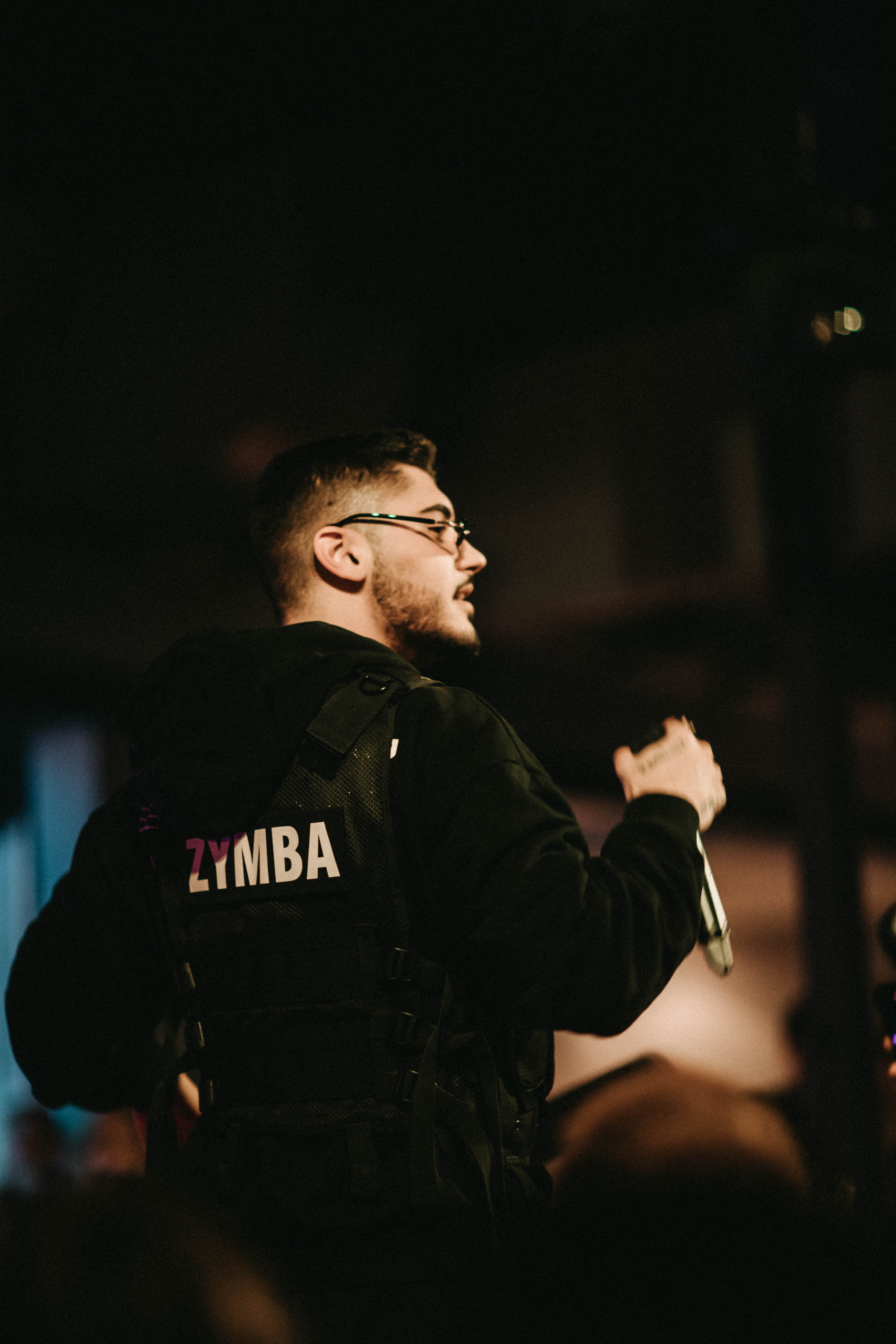
Zymba (2023)

Zymba (* 2000 in Flensburg; bürgerlich Mert Bayer) ist ein deutscher Rapper.

## Leben

### Frühes Leben
Mert Bayer, bekannt unter seinem Künstlernamen Zymba, wurde 2000 als Sohn eines türkischen Vaters und einer deutschen Mutter in Flensburg geboren. Im Alter von acht Jahren zog er mit seiner Familie nach Dorsten in Nordrhein-Westfalen, wo Zymba seine Jugend verbrachte. In dieser Zeit zeigte er bereits frühes Interesse an Musik.
Der Name Zymba stammt aus einer persönlichen Verbindung zu dem Film Der König der Löwen, der ihn in seiner Kindheit stark beeinflusste und in dem er eine Parallele zu seiner eigenen Lebensgeschichte sah.

### Der Weg zum Rap

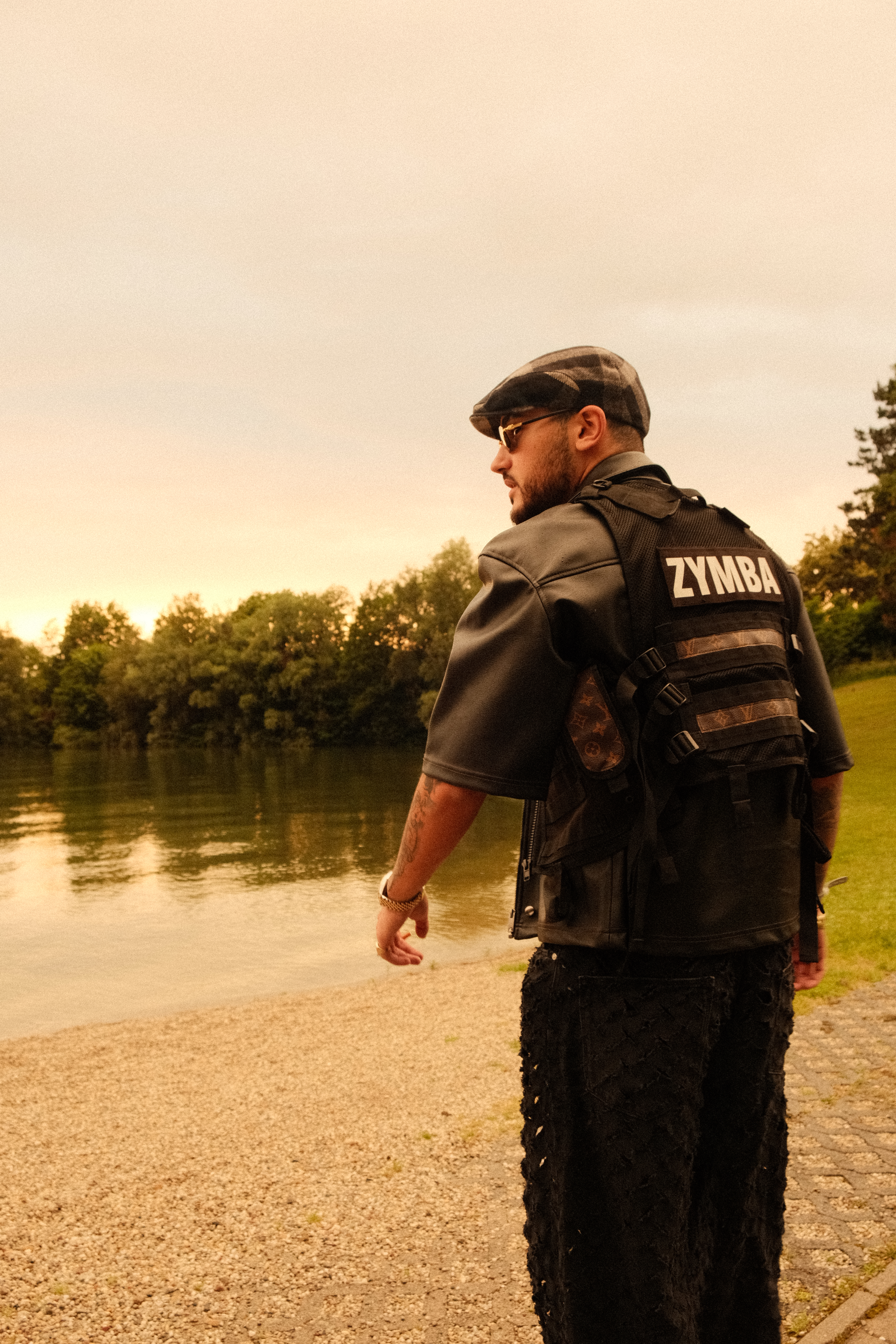
Zymba (2024)

Nach dem Umzug nach Dorsten stand Zymba vor neuen sozialen Herausforderungen. Anfangs begann er aus Spaß, mit einem Gaming-Headset Diss-Tracks gegen Freunde aufzunehmen. Diese Tracks verbreiteten sich rasch und weckten in ihm die Erkenntnis, dass seine Musik Potenzial hatte, mehr zu erreichen. Nachdem er sich eigenes Equipment zugelegt hatte, entschloss er sich, Rapper zu werden. Doch Zymba ließ sich nicht entmutigen: Stattdessen nahm er fortan Videos mit seinem Handy auf und setzte damit einen weiteren Schritt in seiner musikalischen Entwicklung.
Durch einen guten Freund aus der Familie kam Zymba in Kontakt mit Musikmanager Akay Kayed, was den entscheidenden Wendepunkt seiner Karriere markierte. Kurz darauf wurde er Teil der Suga Agency, was ihm erste Auftrittsmöglichkeiten und wertvolle Kontakte in der Musikbranche verschaffte. Nach seinen ersten Songs nimmt er an Farid Bangs Das Instalent-Casting teil und kommt als einer der letzten vier Kandidaten bis ins Finale.

### Karrierebeginn und Durchbruch

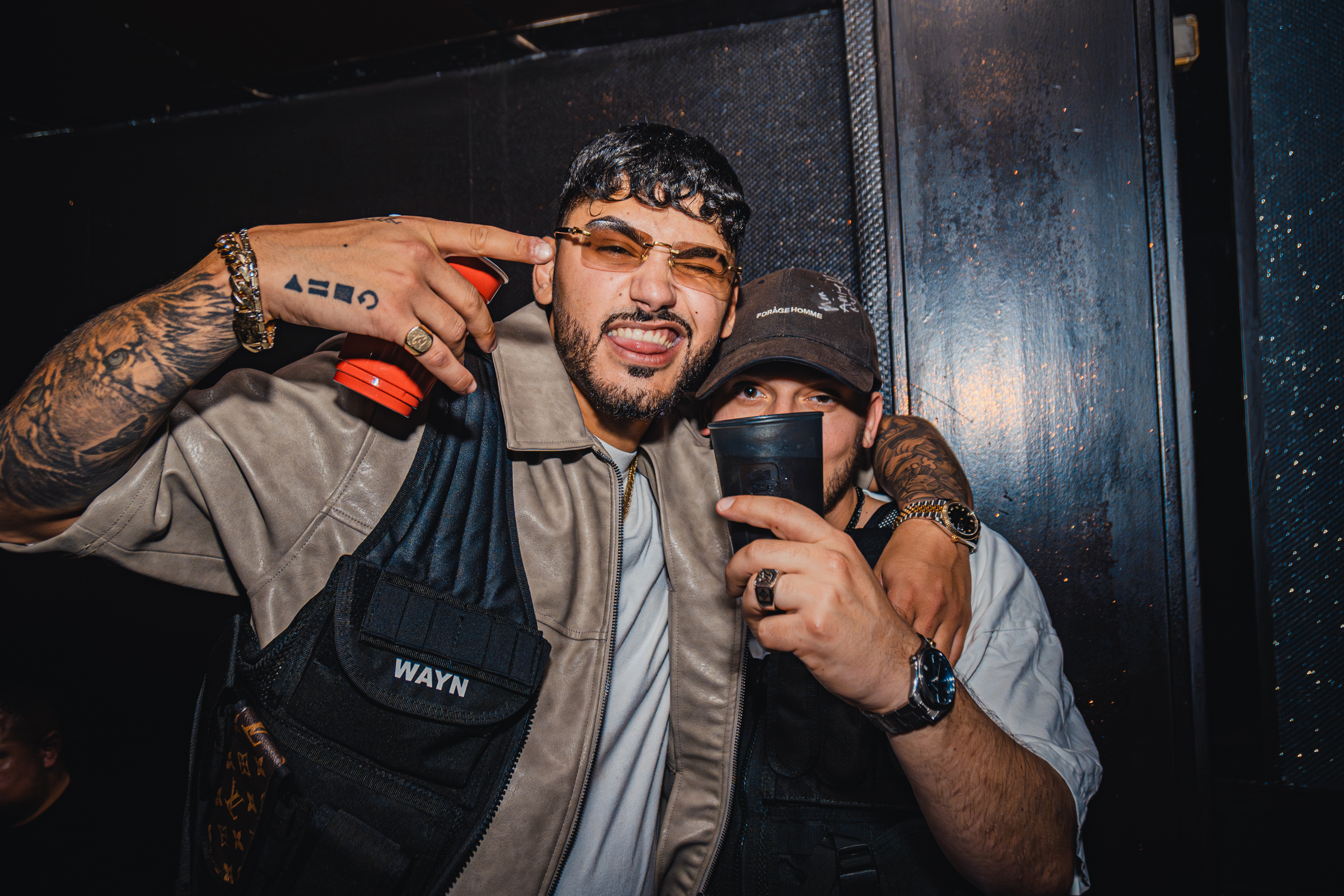
Zymba (2024)

Der Durchbruch kam 2022 mit der Veröffentlichung seiner Single 666. Der Song gewann schnell an Popularität und verbreitete sich auf Plattformen wie TikTok, wo er eine enorme Reichweite erzielte. Der Erfolg dieses Tracks führte 2021 zu einem Vertrag mit Universal Music Deutschland, wo er beim Label Vertigo/Capitol unterzeichnete. 666 brachte Zymba nicht nur Millionen von Streams, sondern auch erste Anfragen für Auftritte in Clubs und auf größeren Bühnen, sowohl in Deutschland als auch international. Kurz darauf folgte mit Get Ready eine weitere erfolgreiche Single, die Zymba als festen Bestandteil der deutschen Rap- und Clubszene etablierte. Neben 666 zählen die Songs Get Down, Champagne und Red Cups zu seinen bekanntesten Titeln. Seine Single Champagne erzielte in 14 Ländern große Aufmerksamkeit und ging viral. Zymba konnte neben seiner Fanbase in Deutschland zusätzlich eine besonders große  in Indien gewinnen. Mit der Single Lean Back kombinierte er seinen typischen Club-Sound mit indischen Samples. Das Musikvideo zum Song wurde in Delhi gedreht.
Im April 2024 startete Zymba seine erste Solo-Tournee unter dem Titel Ready for Take Off Tour 2024. Die Tour führte ihn durch Deutschland, Österreich und die Schweiz.

## Musikstil
Zymba ist bekannt für seinen unverwechselbaren Sound, der auf rohen Beats und einer kraftvollen, ungeschönten Stimme basiert. Er verzichtet bewusst auf Auto-Tune und andere digitale Effekte, was seine Musik authentisch und direkt macht. Musikalisch bewegt sich Zymba im Bereich von Trap und Dancehall und spricht mit seinen energiegeladenen Club-Tracks vor allem das junge Publikum an.
Zymba hat es verstanden, die sozialen Medien perfekt für sich zu nutzen. Mit seinem eigenen Hörproben-Format, bei dem er für seine Fans jeden neuen Song auf die gleiche Art und Weise launcht, hat er eine enge Verbindung zu seiner Community aufgebaut.
Er ist aber nicht nur für seine Musik bekannt, sondern auch für sein markantes Auftreten. Er trägt oft eine Schutzweste und verwendet rote Plastikbecher (sogenannte Red Cups) in seinen Musikvideos, die zu seinem Markenzeichen geworden sind. Diese Accessoires unterstreichen seinen urbanen Stil und tragen zu seinem Wiedererkennungswert bei.

## Diskografie
Singles
- 2020: Alles schwarz
- 2020: Rein und reich
- 2020: Undercover
- 2021: Champs Élysées
- 2021: Wir waren anders
- 2021: Dope
- 2021: Schlaflos
- 2021: Jordan One
- 2022: Nordrhein-Westfalen
- 2022: Anthrazit
- 2022: 666
- 2022: Get Ready
- 2022: Vakuum
- 2023: Bad Habits
- 2023: Risse im Herz
- 2023: Get Down
- 2023: Cravings
- 2023: Für immer
- 2023: Downgrade
- 2023: Red Cups
- 2023: Next Up Germany - S1-E26
- 2024: Champagne
- 2024: BOMBA
- 2024: We Rollin
- 2024: Lean Back
- 2024: PASS OUT
- 2024: WIN NACH WIN
- 2024: Vampire Diaries
- 2024: Over